# Muutalampi
Muutalampi är en sjö i kommunen Sysmä i landskapet Päijänne-Tavastland i Finland. Sjön ligger 103,6 meter över havet. Arean är 39 hektar och strandlinjen är 4,07 kilometer lång. Sjön  ingår i Kymmene älvs huvudavrinningsområde.   Den ligger omkring 46 km norr om Lahtis och omkring 140 km norr om Helsingfors. 
I sjön finns ön Kanisaari. 